# دردار ديبلياني
دردار ديبلياني (الاسم العلمي: Ulmus dippeliana) هو نوع نباتي يتبع جنس الدردار من فصيلة الدردارية.